# Roko Sikavica
Roko Sikavica (Split, 14. travnja 1994.) je hrvatski televizijski i filmski glumac.

## Filmografija

### Televizijske uloge
- "Ruža vjetrova" kao Toni Jelavić (2012.)
- "Glas naroda" kao Gojko Gugić (2014. – 2015.)
- "Carstvo ladovine" (2018.)
- "Crno-bijeli svijet" kao niži časnik (2019.)
- "Pogrešan čovjek" kao Ven Majdak (2018. – 2019.)
- "Nestali" kao Jure (2020.-2021.)
- "Ko te šiša" kao asistent reditelja/Duje (2018.; 2019. – 2020.)
- "Dar mar" kao Željko Maher (2020. – 2021.)
- "Mrkomir Prvi" kao Držiha (2020. - i dalje)
- "Metropolitanci" kao Ivan Pavić (2022.)

### Filmske uloge
- "Tlo pod nogama" kao Toni (2014.)
- "Naš Božić" kao sin (2015.)
- "Nas dva" kao Joško (2015.)
- "Ne gledaj mi u pijat" kao Josip (2016.)
- "More" kao Ivan (2017.)
- "Žurka" kao Matija (2017.)
- "Kontraofenziva" kao Roko (2017.)
- "F20" kao mladić s piercingom (2018.)
- "Bogomoljka" kao muškarac (2018.)
- "Posljednji Srbin u Hrvatskoj" kao dr. Farhadi (2019.)
- "Zoka i potočić" (2019.)
- "Iva je tužna" kao bivši dečko (2019.)
- "Tereza37" kao čovjek u klubu (2020.)
- "Stanar" kao Roko (2020.)
- "Devet mjeseci" (2020.)
- "Moj Nikola" kao Nikola (2022.)
- "Badnjak" kao Mihael (2022.)
- "Stric" kao sin (2022.)

## Vanjske poveznice
- Roko Sikavica u internetskoj bazi filmova IMDb-u (engl.)
- Stranica na mojtv.hr